# Szelényi Imre Rudolf
Szelényi Imre Rudolf (Győrszentiván, 1906. december 12. – Róma, 1964. május 17.) lelkész, teológiatanár.

## Életrajza
Szelényi Imre Rudolf 1906. december 12-én született Győrszentivánban. Budapesten érettségizett a piarista gimnáziumban, majd 1926-ban belépett a minorita rendbe. Páduában és Rómában végzett teológiát, filozófiát és jogot. 1914-ben VI. Pál meghívta Rómába. 1931. február 2-án Velencében ünnepélyes fogadalmat tett, május 31-én szentelték pappá. 1932-ben hazatért. 1932-1935 között az egri Szent Antal és Szent Imre Kollégiumok igazgatója. 1933-ban lett a minoriták hitszónoka és missziós atyja, majd 1935-ben rendtartományi titkár, a miskolci Szent Ferenc Kollégium vezetője, az országos belmissziós szolgálat igazgatója. 
1936-ban Szegeden részt vett a KALOT (Katolikus Agrárifjúsági Legényegyletek Országos Szövetsége) alapításában. 1938-ban Serédi Jusztinián hercegprímás a legeredményesebb magyar missziós atya címmel tüntette ki. 1938-ban tábori lelkész Miskolcon, a tábori lelkészek kiképzésének vezetője. 
1941 nyarától a keleti fronton szolgált. 1945. februárban részt vett a drezdai bombázás áldozatainak mentési munkálataiban. Hét havi amerikai hadifogság után 1945-1946-ban a párizsi pápai nunciusnál lett fordító. 1946-1950 között a löweni főiskola tanára. 1950-1952-ben misszionárius Caracasban, Puerto Ricóban, Dominikában, Haitiben, Jamaicában és Kubában. 1952-től Cranbyben (Massachusetts, USA) a teológiai szeminárium igazgatója volt. 
1960-ban A hűség perceiről írt röpirataiért a Magyarok Mindszenty Mozgalma vezetőjének választotta. 1960-1964-ben az Ellicot City-i (Maryland, USA) teológiai akadémia tanára.

## Munkássága
A sumér-magyar rokonság kérdésének egyik első kutatója volt. 1936-1937-ben a Dolgozó Fiatalság, 1960-61-ben a Mindszenty Népe című havi lapok szerkesztője.

## Főbb munkái
- A költészet metafizikája (Köln, é. n.)
- A harmóniában kialakított lét (Bécs, 1960)
- Sumér-magyar rokonság (München, 1961)
- Világosságom a világon (Bécs, 1962)
- S ha elfáradtam (versek, Bécs, 1963)
- Bábeltől Pannóniáig (Szentiványi Rezső álnéven, London, 1963)
- Sumér-magyar kérdés (London, 1964)